# Spoorlijn Brackwede - Osnabrück
De spoorlijn Brackwede - Osnabrück is een Duitse spoorlijn en is als spoorlijn 2950 onder beheer van DB Netze.

## Geschiedenis
Het traject werd door de Preußische Staatseisenbahnen geopend op 15 augustus 1886. Na opheffing van het reizigersvervoer in 1984 en het goederenvervoer in 1991 is de lijn in 2005 weer heropend.
Op het Ronchinplein (de Ronchin-Platz) te Halle (Westfalen) staat het monument Haller Willem. Het herinnert aan Wilhelm Stukemeyer, de laatste koetsier, die tussen Halle en Bielefeld met zijn door paarden getrokken wagen passagiers en goederen vervoerde, totdat in 1886 de spoorlijn werd geopend. Ter ere van deze Stukemeyer heeft de spoorlijn de "officiële bijnaam"  Haller Willem gekregen.

## Treindiensten
De NordWestBahn verzorgt het personenvervoer op dit traject met RB-treinen.
| Serie | Treinsoort                  | Route                                         | Bijzonderheden                                      |
| ----- | --------------------------- | --------------------------------------------- | --------------------------------------------------- |
| RB 75 | Regionalbahn (NordWestBahn) | Bielefeld Hbf – Halle (Westf) – Osnabrück Hbf | Haller Willem 2x per uur, 1x per uur in het weekend |

## Aansluitingen
In de volgende plaatsen is of was er een aansluiting op de volgende spoorlijnen:
Brackwede
DB 1700, spoorlijn tussen Hannover en Hamm
DB 2960, spoorlijn tussen Paderborn en Brackwede
DB 2990, spoorlijn tussen Minden en Hamm
Oesede
DB 9161, spoorlijn tussen Georgsmarienhütte en Permer Stollen
Hörne
DB 1601, spoorlijn tussen Hörne en Osnabrück
DB 2200, spoorlijn tussen Wanne-Eickel en Hamburg
Osnabrück Hauptbahnhof
DB 1600, spoorlijn tussen Osnabrück Hbf W77 en W225
DB 1601, spoorlijn tussen Hörne en Osnabrück
DB 1602, spoorlijn tussen Osnabrück Hbf W322 en W277
DB 1620, spoorlijn tussen Osnabrück Hbf W52 en Osnabrück Rbf W208
DB 1621, spoorlijn tussen Osnabrück Hbf W91 en Osnabrück Rbf Gl 245
DB 2200, spoorlijn tussen Wanne-Eickel en Hamburg